# Auximobasis coffeaella
Espèce
Auximobasis coffeaella est une espèce d'insectes lépidoptères de la famille des Blastobasidae.
Les chenilles de ce papillon se développent dans les graines du caféier (Coffea spp.). Se nourrissant de l'albumen, elles concurrencent un autre ravageur du café, le scolyte du caféier (Hypothenemus hampei).